# Sainte-Croix (Vaud)
Pour les articles homonymes, voir Sainte-Croix.
Sainte-Croix est une commune suisse du canton de Vaud, située dans le district du Jura-Nord vaudois entre Yverdon-les-Bains, Fleurier et Pontarlier.

## Géographie

Photo aérienne (1970).

### Situation
Le centre de Sainte-Croix est situé à 11 km à vol d'oiseau d'Yverdon-les-Bains, chef-lieu de district. Le point le plus haut de la commune est à 1 559 mètres d'altitude.
Le territoire communal est situé entre le col des Étroits, les Aiguilles de Baulmes et le Chasseron, sur une section du Haut Jura Vaudois. La partie orientale comprend la zone source de l'Arnon, cours d'eau qui longe les Gorges de Covatannaz située au-dessus de Vuitebœuf. On trouve le point culminant du territoire communal aux Aiguilles de Baulmes, à 1 559 mètres d'altitude, point qui marque également la limite territoriale avec Baulmes situé en contrebas. Le Mont des Cerfs (1 273 mètres d'altitude) est à l'ouest, tandis que le Cochet, au nord, est à 1 483 mètres d'altitude.
Les zones ouest et nord de la commune sont situées dans le bassin versant de l'Areuse, s'étendant sur un plateau et quelques petites vallées et comprenant la réserve naturelle de la Mouille de la Vraconnaz. La Noiraigue s'écoule dans un vallon profondément entaillé nommé Vallon de Noirvaux en direction du Val-de-Travers. La réserve naturelle de la Dénériaz se trouve à l'extrême nord du territoire communal sur un versant du Chasseron.
Le territoire de Sainte-Croix s'étend sur 39,42 km2. Lors du relevé de 2013-2018, les surfaces d'habitations et d'infrastructures représentaient 7,1 % de sa superficie, les surfaces agricoles 40,4 %, les surfaces boisées 50,7 % et les surfaces improductives 1,5 %.
Les communes voisines de Sainte-Croix sont Baulmes, Vuiteboeuf, Bullet et Fiez dans le canton de Vaud, La Côte-aux-Fées dans le canton de Neuchâtel, ainsi que Les Fourgs et Les Hôpitaux-Vieux en France voisine.

## Lieux-dits et villages
Sur le territoire communal sont situés nombre de lieux-dits et villages, dont l'Auberson, le Château de Ste-Croix à 990 mètres d'altitude à proximité des gorges de Covatannaz, la Villette à 925 mètres d'altitude, Vers-Chez-Jaccard à 1 020 mètres d'altitude, les Replans à 1 140 mètres d'altitude et Les Petites Roches Dessus sur le versant sud du Cochet à 1 130 mètres d'altitude.
Culliairy à 1 037 mètres d'altitude et La Sagne 1 037 mètres d'altitude sont dans la zone source de l'Arnon ; La Gittaz Dessous (1 235 mètres d'altitude) et la Gittaz Dessus (1 280 mètres d'altitude) sur la crête nord des Aiguilles de Baulmes ; le long village-rue de L'Auberson à 1 100 mètres d'altitude, Les Grangettes à 1 118 mètres d'altitude, Les Praises (sur le versant ouest du Cochet), La Prise Perrier (1 092 mètres d'altitude) et La Chaux (1 086 mètres d'altitude) sont sur le plateau à l'ouest du col des Étroits. Mouille Mougnon (1 040 mètres d'altitude) à proximité du ruisseau « La Noiraigue » ; La Vraconnaz (1 109 mètres d'altitude) sur le flanc oriental des tourbières des Mouilles de la Vraconnaz.

## Histoire
La région de Sainte-Croix est déjà connue du temps de l'Empire Romain, comme lieu de passage ainsi que de défense à travers la chaîne du Jura.
Au XIVe siècle, deux châteaux furent construits. L’un par les sires de Grandson, au débouché des gorges de Covatanne, et l’autre par Hugues de Chalon-Arlayau qui éleva une forteresse au col des Étroits. Les deux ont disparu. À cette même époque se trouvaient aussi une chapelle dédiée à la Sainte-Croix, qui a longtemps été un lieu de pèlerinage d’une certaine importance.
Au XVIIIe siècle, Sainte-Croix se développe dans les domaines de la sidérurgie et de l'horlogerie. Les boîtes à musique y sont produites dès le début du XIXe siècle.
Vers la fin du XIXe siècle, l'industrie de la mécanique de précision se développe (production de phonographes, gramophones, caméras, radios, machines à écrire), ainsi que le tourisme et les sports d'hiver.
À la suite de la crise économique des années 1970, le nombre d'emplois et d'habitants chute fortement, mais de nouveaux domaines d'activités apparaissent, notamment la micromécanique, l'électronique, l'informatique, ou l'horlogerie haut de gamme. En outre, de nombreuses activités artisanales locales y subsistent.

## Politique
La commune de Sainte-Croix est dotée d'une municipalité de cinq membres (exécutif) et d'un conseil communal de cinquante-cinq membres (législatif), tous deux élus au suffrage universel pour une période de 5 ans. La sélection de la municipalité se déroule au système majoritaire à deux tours et celle du conseil communal au système proportionnel majoritaire.

### Liste des syndics de Sainte-Croix
- ?-1900 : Georges Addor, Parti radical-démocratique.
- 1900-1908 : Oscar Bornand, Parti libéral.
- 1908-1921 : Louis Jaccard-Lenoir, Parti radical-démocratique.
- 1922-1929 : Emile Mutrux, Parti libéral.
- 1930-1941 : William Mermod, Parti libéral.
- 1942-1945 : Paul Gueissaz, Parti radical-démocratique.
- 1946-1969 : Alix Jaccard, Parti socialiste.
- 1970-1975 : Robert Junod, Parti radical-démocratique.
- 1975-1985 : René Marguet, Parti radical-démocratique.
- 1986-1989 : Bernard Ferrari, Parti socialiste.
- 1990-1993 : Marcel Cuendet, Parti libéral.
- 1994-1997 : Robert Gueissaz, Parti radical-démocratique.
- 1998-2006 : Luc Martin, Parti libéral.
- 2007-2011 : Blaise Fattebert, Parti socialiste.
- 2012-2019 : Franklin Thévenaz, Parti socialiste.
- 2019-2024 : Cédric Roten[5], Parti socialiste.
- 2025-[6]

## Population

### Gentilés et surnoms
Les habitants de la commune se nomment les Sainte-Crix, (quelquefois Sainte-Crières au féminin) ou les Saint-Cruciens. Ils sont surnommés les Cirons,.
Les habitants de la localité de la Vraconnaz sont surnommés les Braconniers.

### Démographie

#### Évolution de la population
Sainte-Croix compte 4 876 habitants au 31 décembre 2022 pour une densité de population de 124 hab/km2. Sur la période 2010-2019, sa population a augmenté de 8,5 % (canton : 12,9 % ; Suisse : 9,4 %).  La crise économique des années 1970 et la fermeture de l'usine Paillard a conduit Sainte-Croix à subir une émigration massive, de sorte qu'en 1980 la commune enregistrait 30 % de moins d'habitants que 10 ans auparavant.

#### Pyramide des âges
En 2020, le taux de personnes de moins de 30 ans s'élève à 29,4 %, au-dessous de la valeur cantonale (35 %). Le taux de personnes de plus de 60 ans est quant à lui de 31,9 %, alors qu'il est de 21,9 % au niveau cantonal.
La même année, la commune compte 2 440 hommes pour 2 493 femmes, soit un taux de 49,5 % d'hommes, supérieur à celui du canton (49,1 %).
| Hommes | Classe d’âge | Femmes |
| ------ | ------------ | ------ |
| 0,8    | 90 ans ou +  | 2,9    |
| 8,8    | 75 à 89 ans  | 12,8   |
| 18,8   | 60 à 74 ans  | 19,7   |
| 21,8   | 45 à 59 ans  | 20,9   |
| 18,4   | 30 à 44 ans  | 16,5   |
| 16,5   | 15 à 29 ans  | 13,5   |
| 15,0   | - de 14 ans  | 13,7   |

| Hommes | Classe d’âge | Femmes |
| ------ | ------------ | ------ |
| 0,5    | 90 ans ou +  | 1,4    |
| 6,1    | 75 à 89 ans  | 8,2    |
| 13,3   | 60 à 74 ans  | 14,3   |
| 21,5   | 45 à 59 ans  | 21,2   |
| 22,0   | 30 à 44 ans  | 21,4   |
| 19,6   | 15 à 29 ans  | 18,0   |
| 16,9   | - de 14 ans  | 15,5   |

## Musées, arts
- Musée de la mécanique d’art et du patrimoine de sainte-croix (MuMAPS) [14]
- Galerie Le Bunker[15].

## Enseignement
- Centre professionnel du nord vaudois, anciennement appelé École Technique de Sainte-Croix, ETSC
- L'école de cirque du balcon du Jura (52 élèves en 2003)
- Écoles obligatoires, recouvrant la fourchette de la 1ère année primaire à la onzième année secondaire. L'enseignement se divisant en deux établissements, appelés école de la Gare, et collège de la Poste. Il y a également d'autres écoles, faisant partie d'une agglomération plus large, appartenant également aux écoles de Sainte-Croix. Ces dernières se situent dans les localités de l'Auberson et de Bullet, assurant toutes deux les premières années d'éducation.

## Tourisme
En hiver, de nombreuses pistes de ski de fond et de raquettes sont balisées dans la commune. Le domaine skiable des Rasses est souvent appelé « Sainte-Croix - Les Rasses » mais il se trouve sur le territoire de Bullet, à environ trois kilomètres.
Sainte-Croix est un bon point de départ pour le tourisme pédestre, 5 sommets du Jura y sont accessibles par des sentiers balisés : le Chasseron, le Cochet, les Aiguilles de Baulmes, le Mont des Cerfs, ou le Suchet en passant par le col de l'Aiguillon. Un sentier pédestre emprunte les gorges de Covatanne pour rejoindre Vuitebœuf, plus de 400 mètres plus bas.

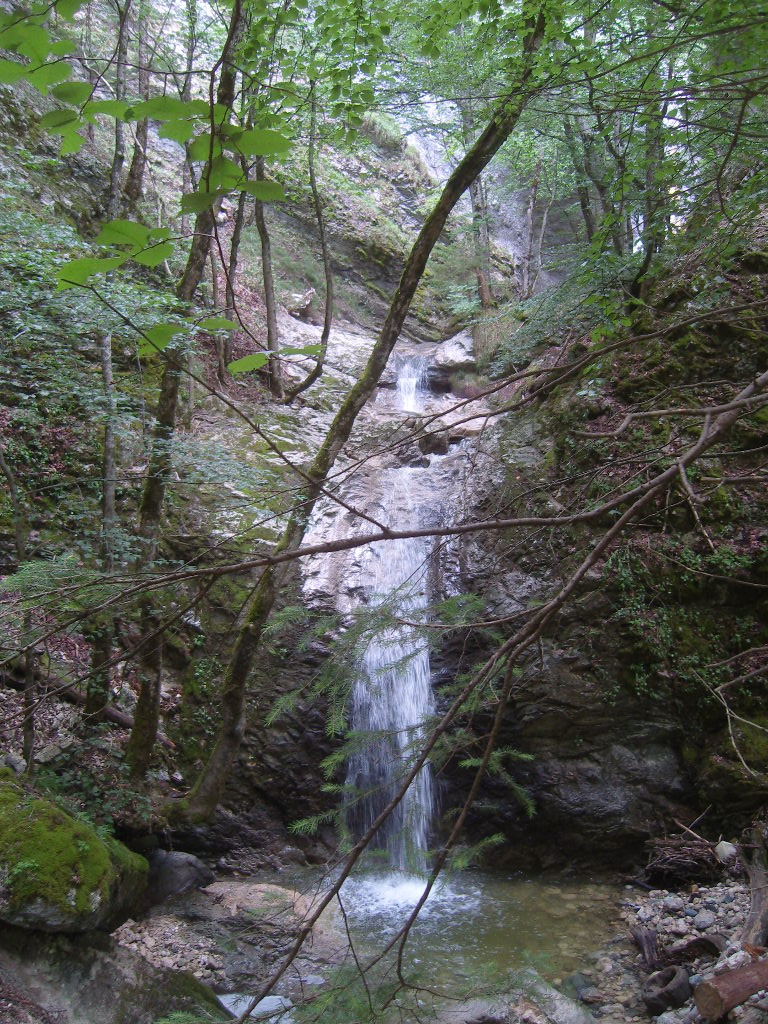
Gorges de Covatanne.

## Transport
- La région de Sainte-Croix fait partie du réseau Mobilis Vaud.
- Sainte-Croix est reliée à la plaine par le Chemin de fer Yverdon-Sainte-Croix, exploité par la compagnie Travys.
- Des lignes de bus Travys desservent les localités environnantes plusieurs fois par jour en semaine, entre l'Auberson et Bullet. Une ligne de Car Postal relie quelques fois par jour la Côte-Aux-Fées, puis Buttes, où il y a une correspondance avec la ligne de chemin de fer Régional du Val-de-Travers.
- La route Yverdon - Col des Étroits - Pontarlier (F) est fréquentée par de nombreux frontaliers.
- Autoroute A5, Sortie 2 (Yverdon-Ouest).

## Industrie
Sainte-Croix s'est développée à partir du XVIIIe siècle, tout d'abord dans le domaine de la sidérurgie, puis dans le domaine de l'horlogerie. En 1814 est fondée la première usine de boîte à musique Reuge. À la suite d'une importante crise économique, la production horlogère tombe pratiquement à l'arrêt en 1860. En 1880, de nouvelles grandes usines apparaissent, notamment pour la production de phonographes et gramophones. À la suite de cela, Sainte-Croix s'est concentrée dans les domaines de la mécanique de précision ; les machines de bureaux Hermes ; la production des caméras Paillard-Bolex et les radios Thorens.
Aujourd'hui, Sainte-Croix est active avec une importante industrie dans le domaine de l'électronique et de la mécanique de précision. Dans les hameaux, l'élevage et l'agriculture ont un rôle important dans la structure de la population active.

## Santé
Un hôpital (RSBJ Réseau Santé Balcon du Jura.vd) se situe dans les hauteurs du village. Il est spécialisé dans l'aide aux personnes âgées, mais dispose également d'un service de policlinique ouvert 24h/24h, d'un bloc opératoire, d'un service de gynécologie, physiothérapie, laboratoire, radiologie, diététique, oncologie, chirurgie. Des consultations spécialisées en orthopédie, cardiologie, gastroentérologie, chiropratique sont en outre organisées pour un suivi régulier des patients locaux.
Depuis le 11 septembre 2017, l'EMS l'arbre de vie accueille 70 Résidentes et Résidents dans un espace moderne et chaleureux, en chambres individuelles avec salle d'eau privative. Ce home pour personnes âgées dispose d'un service de gériatrie et d'un service de psychogériatrie. Ce dernier contient également l'OASIS de soin, un projet pilote cantonal offrant un accompagnement optimal pour les personnes porteuse d'une démence en phase terminale.
Un cabinet médical de groupe, des appartements protégés pour personnes âgées, un service de soins à domicile ainsi qu'un CAT (centre d'accueil temporaire) à l'attention des séniors se trouvent à l'entrée du village, le long de l'avenue des Alpes.

## Croix
Deux croix dominent la région ; l’une est située au Mont Cochet et l’autre aux aiguilles-de-Baulmes.

## Personnalités résidentes ou nées à Sainte-Croix
- Pascal Broulis (1965-), personnalité politique suisse et membre du Conseil d'État du canton de Vaud.
- Alain Margot (cinéaste)[17]
- Jean-Pierre Vaufrey (artiste, sculpteur)
- Nicolas Court (mécanicien d'art)
- Billy (1973-), animateur et producteur de télévision.
- Paul Jaccard (1868–1944), professeur de botanique, pionnier de l'écologie quantitative des communautés.
- Yann Marguet (1984-), humoriste et chroniqueur radio.
- Raoul Savoy (1973-), entraîneur international. Sélectionneur de la République centrafricaine.
- Georges Addor (1860-1938), notaire et personnalité politique vaudoise, membre du Parti radical.
- Raymond Colbert (1918-2009), animateur et producteur radiophonique suisse.
- Florian Cosandey (1897-1982), enseignant, botaniste vaudois, conservateur du Musée botanique cantonal et du Jardin botanique de Montriond.
- Rodolphe Cuendet (1887-1954), joueur professionnel suisse de hockey sur glace.
- Michel Jakar (1943-2012), réalisateur belge d'origine suisse.
- François Junod (1959-), artiste suisse qui fabrique des automates.
- Arthur Mermod (1852-1915), enseignant, médecin et oto-rhino-laryngologue vaudois.
- Gérard Schneider (1896-1986), peintre d'origine suisse, de la nouvelle École de Paris, appartenant au courant de l'abstraction lyrique.

## Personnalité liée à Sainte-Croix
- Michel Bühler, chanteur et écrivain.